# Порт Матилда (Пенсилванија)
Порт Матилда (енгл. Port Matilda) град је у америчкој савезној држави Пенсилванија.

## Демографија
По попису из 2010. године број становника је 606, што је 32 (-5,0%) становника мање него 2000. године.
| Група             | 2000.       | 2010.       |
| Белци             | 628 (98,4%) | 591 (97,5%) |
| Афроамериканци    | 0 (0,0%)    | 1 (0,2%)    |
| Азијати           | 1 (0,2%)    | 1 (0,2%)    |
| Хиспаноамериканци | 5 (0,8%)    | 7 (1,2%)    |
| Укупно            | 638         | 606         |